# Bruce McCulloch
Bruce McCulloch (Edmonton, 12 maggio 1961) è un attore, regista e comico canadese.

## Biografia
McCulloch è un attore, comico, regista, produttore musicista e scrittore canadese nato ad Edmonton ha frequentato la Strathcona Composite High School e ha gareggiato sia nell'atletica leggera che nel nuoto, vincendo due titoli provinciali individuali. Si è trasferito a Calgary e li frequentato Scarlett High School .  McCulloch è laureato alla Mount Royal University. Ha iniziato esibendosi in una compagnia chiamata The Audience, dove ha incontrato l'amico e collaboratore di lunga data Mark McKinney. Bruce è noto soprattutto per The Kids in the Hall e Una mamma per amica.

## Filmografia[3]

### Regista
- Saturday Night Live (1975)
- The Kids in the Hall (1988)
- Dog Park (1998)
- Superstar (1999)
- Trailer Park Boys (2001)
- 110 e frode (2002)
- Comeback season (2006)
- Brooklyn Nine-Nine (2013)
- Schitt's Creek (2015)
- Young drunk punk (2015)

### Attore
- The Kids in the Hall regia di John Blancard (1988)
- Kids in the Hall: Brain Candy regia di Kelly Makin (1996)
- Dog Park (1998)
- Twitch City regia di Bruce McDonald (1998)
- Dick regia di Andrew Fleming (1999)
- Further tales of the City regia di Pierre Gang (2001)
- Stealing Harvard (2002)
- Kids in the Hall: Death comes to town regia di Kelly Makin (2011)
- Young drunk punk (2015)
- Super Troopers 2 regia di Jay Chandrasekhar (2018)
- The Kids in the Hall regia di Kelly Makin (2022)
- Zombie Town regia di Peter Lepeniotis (2023)

### Sceneggiatore
- Superman 50th Anniversary regia di Robert Boyd (1988)
- Kids in the Hall: Brain Candy regia di Kelly Makin (1996)
- Carpoolers regia di Joe Russo (2007)
- Kids in the Hall: Death comes to town regia di Kelly Makin (2011)
- The Kids in the Hall regia di Kelly Makin (2022)

### Produttore
- Kids in the Hall: Death comes to town regia di Kelly Makin (2011)

## Discografia
- Shame-Based Man (1995)
- Drunk Baby Project (2002)